# Javier De Moure
Gral. Javier De Moure fue un militar mexicano que participó en la Revolución mexicana. De Moure intentó junto a 6 oficiales y 100 soldados recuperar el poblado de Tepoztlán, Morelos, que se encontraba en poder de las fuerzas zapatistas. El general Javier De Moure salió el 21 de marzo cuando el general Aureliano Blanquet envió al norte en batallones y regimientos en el Ferrocarril Central. Finalmente estableció sus fuerzas en San Pedro de las Colonias. Se licenció argumentando tener problemas de la vista. 